# Congreso de Tacna
El Congreso de Tacna fue un congreso de nueve plenipotenciarios de los Estados integrantes de la Confederación Perú-Boliviana (la República de Bolivia, el Estado Sud-Peruano y el Estado Nor-Peruano). Su misión fue aprobar la Ley fundamental de la Confederación Perú-Boliviana, más conocido como el Pacto de Tacna, documento que contenía las bases de la estructura administrativa de dicha Confederación.

## Convocatoria

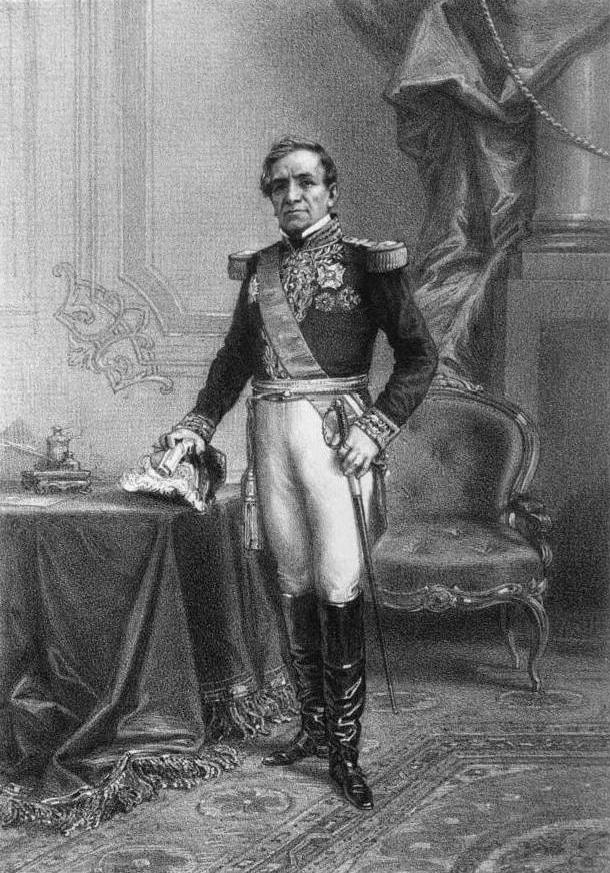
El Mariscal Andrés de Santa Cruz.

El mariscal Andrés de Santa Cruz, presidente de Bolivia y supremo protector de los Estados Sud y Nor Peruanos, convocó a un congreso de plenipotenciarios de las tres repúblicas bajo su mando, cuya misión sería discutir y aprobar las bases de la estructura administrativa de la Confederación Perú-Boliviana. A fin de evitar disputas entre las principales ciudades que deseaban ser sede de dicho Congreso, eligió a Tacna, situada en una posición estratégica, en la zona sur de Perú y en la ruta natural del altiplano boliviano hacia el mar, junto al puerto de Arica.
Santa Cruz dispuso que cada Estado enviase a un sacerdote, un militar y un abogado como delegados ante, y en consecuencia, marcharon a Tacna tres religiosos, tres abogados y tres militares.
Los nueve delegados fueron los siguientes:
- Por el Estado Nor Peruano:
  - Tomás Diéguez de Florencia, obispo de Trujillo.
  - Manuel Tellería Vicuña, abogado, vocal de la Corte Superior de Lima.
  - Francisco Quirós, coronel.

- Por el Estado Sud Peruano:
  - José Sebastián de Goyeneche y Barreda, obispo de Arequipa.
  - Pedro José Flórez, abogado, juez de Ayacucho.
  - Juan José Larrea, coronel.

- Por Bolivia:
  - José María Mendizábal, arzobispo de La Plata.
  - Pedro Buitrago, abogado, vocal de la Corte Suprema.
  - Miguel María de Aguirre, coronel.

## El Congreso
Inicialmente se había fijado el 24 de enero de 1837 como el día de la reunión del Congreso, pero hubo de postergarse la fecha. Santa Cruz decidió acompañar a los plenipotenciarios del Estado Nor-Peruano, por lo que abandonó Lima y se embarcó en la fragata Flora, el 9 de febrero, pero en vez de desembarcar en Islay, pasó a Arica, a donde llegó el 27 de febrero. El congreso se postergó para el día 18 de abril; entretanto, Santa Cruz permaneció en Arica, pero el 2 de marzo se encaminó a Tacna, donde se le recibió con mucho aparato. De Tacna pasó a Viacha, el día 10 de marzo, llegando a La Paz el día siguiente. Allí, junto con los plenipotenciarios bolivianos Aguirre y Buitrago, y el vicepresidente de Bolivia Mariano Enrique Calvo Cuellar, acordó el proyecto que debería discutirse y aprobarse en Tacna. Luego, en los primeros días de abril, bajó nuevamente a Tacna.
El 18 de abril de 1837 se inauguró el Congreso de Tacna, con la presencia de los nueve delegados. Estos firmaron sin discusión el documento denominado «Ley fundamental de la Confederación Perú-Boliviana», conocido desde entonces como el «Pacto de Tacna» y por el cual se ratificó la Confederación de los tres Estados, así como dejaron establecidas sus bases políticas (1 de mayo de 1837). 

## El Pacto de Tacna

Bandera de la Confederación Perú-Boliviana.

El Pacto de Tacna ratificó la confederación de la República de Bolivia, el Estado Sud-Peruano y el Estado Nor-Peruano, conjunto que fue denominado Confederación Perú-Boliviana. Cada una de las tres repúblicas tendría un gobierno propio (ejecutivo y legislativo), con igualdad de derechos entre los tres, pero quedaban sujetos a la autoridad de un Gobierno General, cuyos poderes se definieron así:
- El Poder Ejecutivo Central en manos de Santa Cruz con el título de Protector de la Confederación Perú-Boliviana. Su período de gobierno era de diez años, con posibilidad de reelección. Designaba a los presidentes de los tres Repúblicas y a sus ministros de Estado. Era también Generalísimo de las fuerzas de mar y tierra de las repúblicas confederadas.
- Un Poder Legislativo General compuesto por dos Cámaras: una de Senadores, de 15 miembros (cinco por Estado), y otra de Representantes, de 21 miembros (7 por Estado). Se reunían cada dos años por cincuenta días, pudiendo prorrogarse a juicio del Ejecutivo. Podía ser convocado extraordinariamente por el gobierno, debiendo tratar exclusivamente de los asuntos que le impusiera este. Todo ello lo convertía en una especie de caricatura de poder legislativo.
- El Poder Judicial estaría constituido a base de las Cortes Supremas de las tres Repúblicas confederadas.

Quedó también definida la Bandera de la Confederación, que sería de color punzó (rojo) por ser el color común a las tres repúblicas. En su centro llevaría las armas de la Confederación, que sería las de las tres Repúblicas entrelazadas por un laurel. El diseño se dejó a la voluntad del Protector.
Estas bases deberían ser ratificadas por el congreso de cada una de las repúblicas y se canjearían en un plazo máximo de cinco meses contados desde la fecha.

## Descontento
El Pacto de Tacna no fue bien recibido en Bolivia. Ya desde antes los bolivianos se hallaban descontentos pues Santa Cruz se había instalado en Lima, cuando se esperaba que gobernara desde Bolivia. Se le tachó de peruanófilo. El pacto trajo mayor recelo pues daba a entender que los bolivianos quedaban en situación de inferioridad, por contar solo con un voto en la Confederación, teniendo dos el Perú (lo que se notaba nítidamente en la distribución de los miembros del Congreso General). Por ende, la mayor parte de la nación boliviana fue contraria a lo firmado en Tacna.
El congreso boliviano, reunido en Chuquisaca el 21 de septiembre de 1837, acordó con unanimidad rechazar el Pacto de Tacna, aunque aprobó la idea de la Confederación. De todos modos, Santa Cruz se enfureció y hasta pensó seriamente en trasladar la capital de Bolivia a Cochabamba, pero como tenía las facultades extraordinarias que le otorgara el mismo Congreso, se tranquilizó.
Tampoco en el Perú halló acogida el Pacto de Tacna. Ante el rechazo generalizado, Santa Cruz detuvo el canje de ratificaciones, declaró la insubsistencia de dicho documento y convocó a un nuevo Congreso a reunirse en Arequipa (por decreto del 13 de marzo de 1838 dado en La Paz). Pero la guerra desatada por Chile y los emigrados peruanos contra la Confederación impidieron la reunión de esa nueva asamblea.

## Fin de la Confederación
Tras la derrota de Santa Cruz en Yungay y el inicio de la llamada Restauración en el Perú (1839), quedaron abrogados todos los documentos legales referentes a la organización de la Confederación. Por ley del 26 de septiembre de 1840 se anularon todos los actos de Santa Cruz; y el artículo 2º de la Constitución de 1839, promulgada el 10 de noviembre de dicho año, prohibió explícitamente todo pacto que se opusiera a la unidad de la república peruana.